# Alfons Geiger
Alfons Geiger (* 14. Juni 1944 in Herbolzheim) ist ein deutscher Physiker und ehemaliger Professor für Physikalische Chemie an der TU Dortmund.
Geiger ist ein Pionier auf dem Gebiet der Molekulardynamiksimulation wässriger Systeme.

## Werdegang
Nach dem Studium der Physik in Freiburg und Karlsruhe fertigte er seine Dissertation am Lehrstuhl Physikalische Chemie der Universität Karlsruhe unter der Anleitung von Gerhard Hertz zum Thema gepulste kernmagnetische Resonanz (NMR) an. Nach Abschluss der Promotion im Jahre 1973 folgte ein Post-Doc Aufenthalt am Argonne National Laboratory in der Gruppe von Aneeseur Rahman,  einem der Begründer der Molekulardynamiksimulationstechnik. Nach der Rückkehr nach Karlsruhe folgte 1981 die Habilitation.  Von 1981 bis 1985 war Geiger Oberassistent am Lehrstuhl für Physikalische Chemie an der RWTH Aachen unter der Leitung von Manfred Zeidler. Alfons Geiger war in Deutschland einer der Pioniere auf dem Gebiet der Computersimulation von Flüssigkeiten. Ihn interessierten dabei die strukturellen und dynamischen Eigenschaften z. B. von Wasser in experimentell schwer zugänglichen Druck- und Temperaturbereichen und insbesondere die Eigenschaften des Wassers in der Nähe gelöster unpolarer Moleküle oder Molekülgruppen, wo hydrophobe Effekte auftreten.  1985 wurde er in Aachen zum Professor berufen und wechselte 1987 an die TU Dortmund. Seit 2009 ist Geiger im Ruhestand. Einer seiner Schüler ist der Physikochemiker Ralf Ludwig.

## Auswahl einiger Veröffentlichungen
- A. Geiger, A. Rahman, F.H. Stillinger: Molecular dynamics study of the hydration of Lennard-Jones solutes, J. Chem. Phys. 70, 263-276 (1979) doi:10.1063/1.437241.
- A. Geiger, F.H. Stillinger, A. Rahman: Aspects of the percolation process for hydrogen-bond networks in water, J. Chem. Phys. 70, 4185-4193 (1979) doi:10.1063/1.438042.
- A. Geiger, M. Holz: Automation and control in high power pulsed NMR. In: J. Phys. E: Sci.Instrum. 13, 697–707 (1980) doi:10.1088/0022-3735/13/7/001.
- A. Geiger, H.E. Stanley: Low-density "patches" in the hydrogen-bond network of liquid water, Phys. Rev. Lett. 49, 1749–1752 (1982) doi:10.1103/PhysRevLett.49.1749.
- R.L. Blumberg, H.E. Stanley, A. Geiger, P. Mausbach: Connectivity of hydrogen bonds in liquid water, J. Chem. Phys. 80, 5230-5241 (1984).
- F. Sciortino, A. Geiger, H.E. Stanley: Effect of Defects on Molecular Mobility in Liquid Water, Nature 354, 218-221 (1991).
- F. Sciortino, A. Geiger, H.E. Stanley: Network Defects and Molecular Mobility in Liquid Water, J. Chem. Phys. 96, 3857-3865 (1992).
- T. Kowall, A. Geiger: Molecular Dynamics Simulation Study of 18-Crown-6 in Aqueous Solution. I. Structure and Dynamics of the Hydration Shell, J. Phys. Chem. 98, 6216-6224 (1994).
- D. Paschek, A. Geiger: Simulation Study on the Diffusive Motion in Deeply Supercooled Water; J. Phys. Chem. B 103, 4139-4146 (1999).
- I. Brovchenko, D. Paschek, A. Geiger: Gibbs Ensemble Simulation of Water in Spherical Cavities; J. Chem. Phys. 113, 5026-5036 (2000).
- I. Brovchenko, A. Geiger, A. Oleinikova: Multiple Liquid-liquid Transitions in Supercooled Water, J. Chem. Phys. 118(21), 9473-9476 (2003).